# 1715 au Canada
Pour un article plus général, voir Chronologie du Canada.
Cet article traite des événements qui se sont produits durant l'année 1715 au Canada.

## Événements
- Fondation de Port-Toulouse sur l'Île Royale.
- Fondation du deuxième emplacement de Fort Michilimakinac près de la jonction des lacs Hurons, Michigan et Supérieur.
- Le jésuite Joseph François Lafitau identifie le Ginseng américain comme étant proche du ginseng oriental. Il va s'ensuivre un commerce immense de cette plante.

## Naissances
- 23 janvier : Jean-Olivier Briand, évêque de Québec († 25 juin 1794).
- 12 juin : Charles-René Dejordy de Villebon, militaire († 15 novembre 1761).
- Sir William Johnson, général († 11 juillet 1774).
- 22 septembre : Joseph-Claude Boucher de Niverville, militaire, seigneur et juge de paix († 30 août 1804).
- 29 octobre : François Gaultier de La Vérendrye, explorateur et militaire († 31 juillet 1794).

## Décès
- 1er septembre : Louis XIV de France, roi de France et de ses colonies (° 5 septembre 1638).
- 13 juillet : Louis LeComte Dupré, seigneur de Terrebonne et négociant.
- 20 novembre : Jean Basset, prêtre et notaire (° 1645).